# Altes Brennhaus (Fürstenberg)

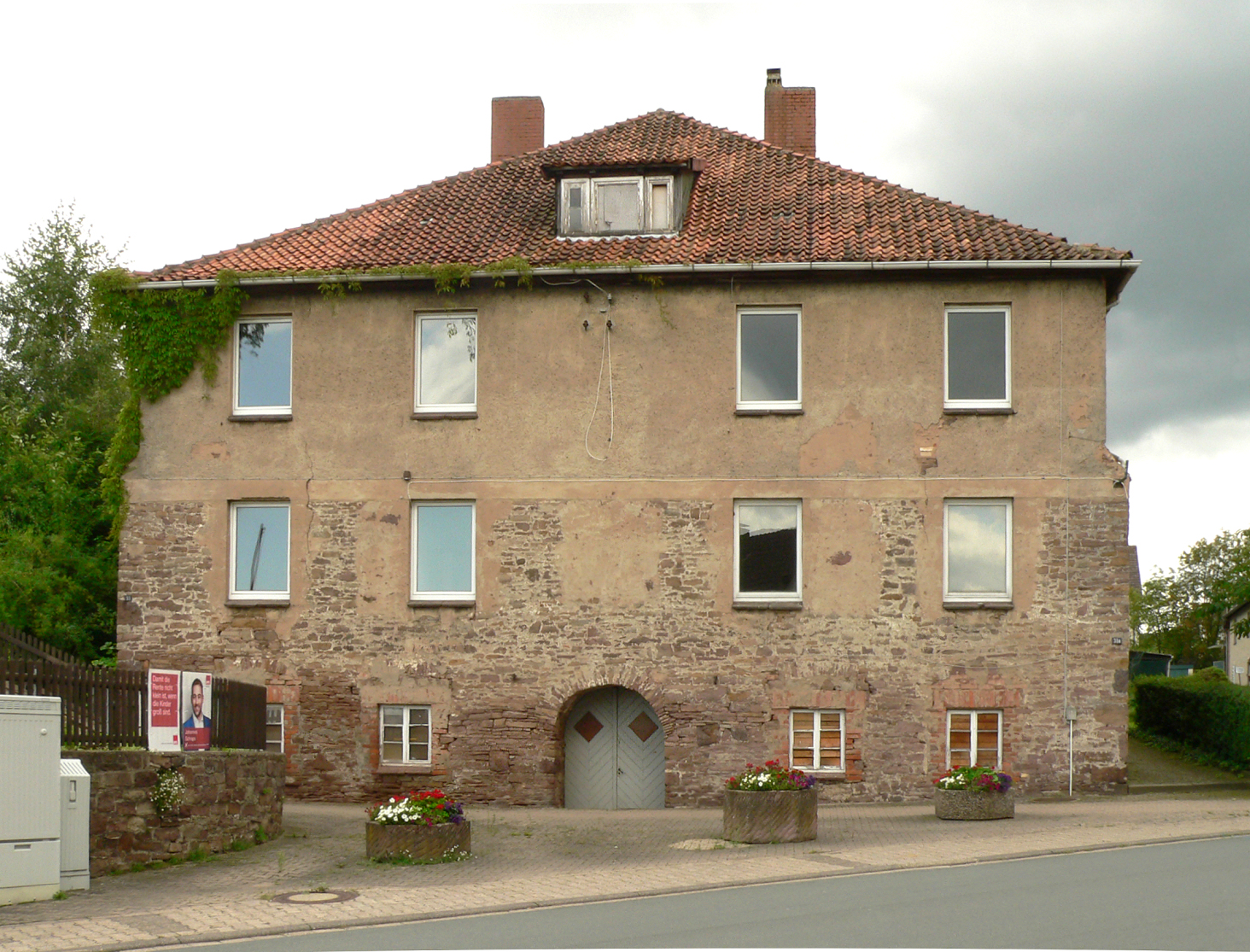
Straßenansicht des Alten Brennhauses (2017)

Das Alte Brennhaus ist ein denkmalgeschütztes Gebäude in Fürstenberg/Weser in Niedersachsen, dessen ältester Teil um 1750 zum Brennen von Porzellan errichtet wurde. Es war eine der ersten Betriebsanlagen der Porzellanmanufaktur Fürstenberg, bevor die Produktion ins Schloss Fürstenberg verlegt wurde. Die bei Ausgrabungen ab dem Jahr 2009 freigelegten Porzellan-Brennöfen im ältesten Bereich des Brennhauses sind die frühesten nachgewiesenen ihrer Art in Mitteleuropa.

## Entstehung und Betrieb

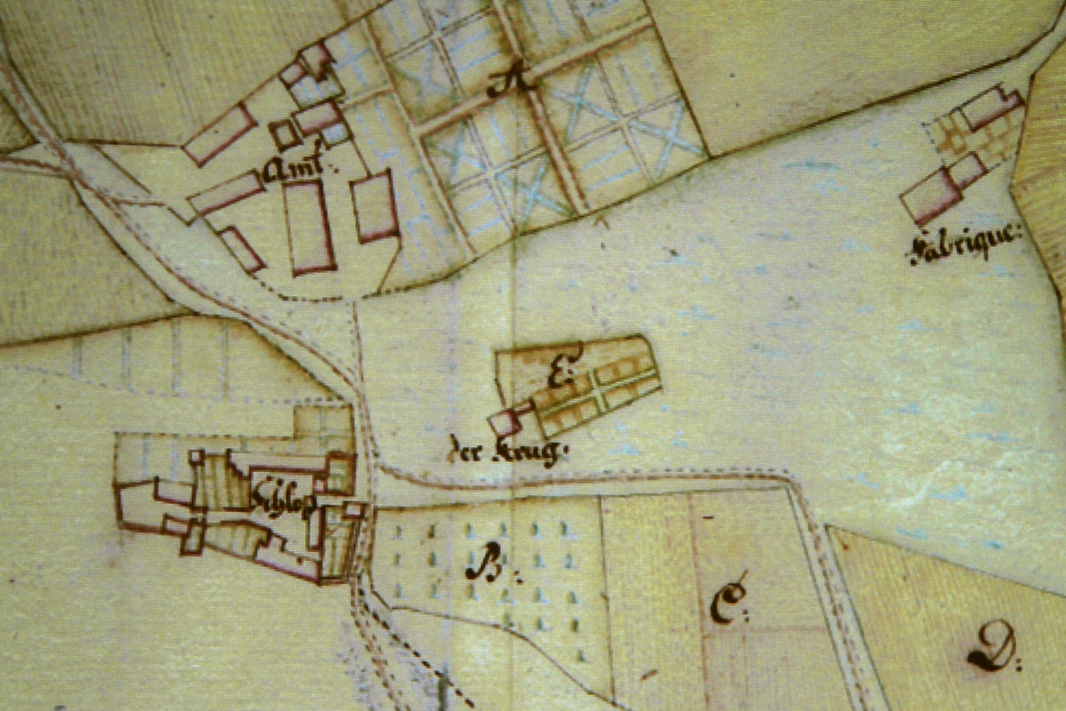
Lageplan von Fürstenberg Mitte des 18. Jahrhunderts, links Schloss Fürstenberg, rechts Altes Brennhaus und Alte Mühle

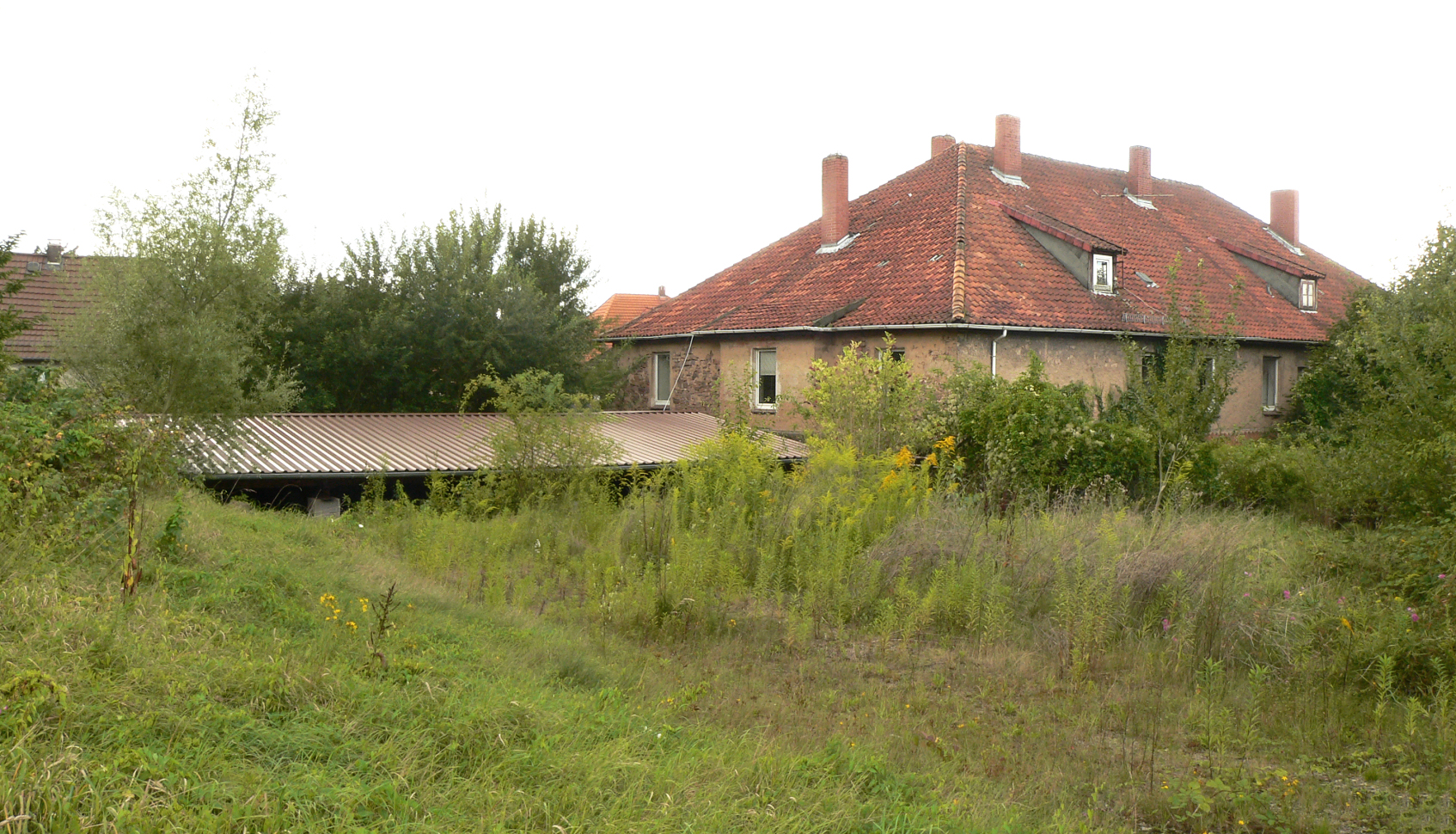
Rückseite des Alten Brennhauses mit der überdachten Ausgrabungsstelle

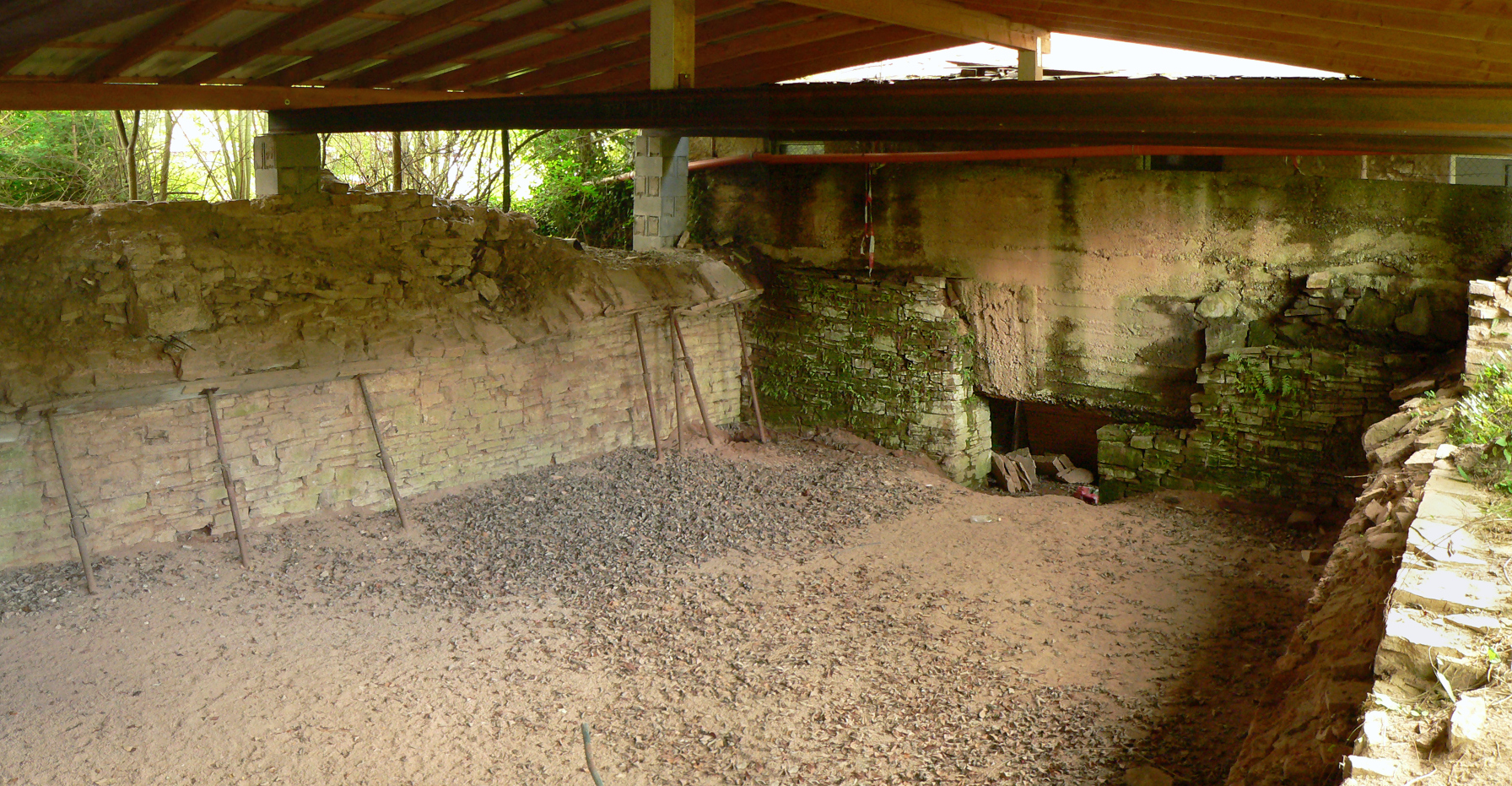
Ausgrabungsstelle des 1749 entstandenen Brennhauses, in dem sich die Brennöfen befanden

Nachdem der Hofjägermeister Johann Georg von Langen am 11. Januar 1747 im Auftrag von Herzog Karl I. von Braunschweig-Wolfenbüttel die Porzellanmanufaktur Fürstenberg gegründet hatte, entstand rund 500 Meter entfernt vom Schloss Fürstenberg das Alte Brennhaus als eines der ersten Betriebsgebäude der Manufaktur. Auf einem Nachbargrundstück bestand bereits die ab 1744 als Windmühle erbaute Alte Mühle, die ab 1747 zu einem Laboratorium der Porzellanmanufaktur umfunktioniert wurde. Das Alte Brennhaus weist drei Bauphasen auf. Das erste Brennhaus wurde ab 1749 als 16 × 8 Meter großes Bauwerk in einen früheren Steinbruch gesetzt, was den Bau erleichterte. Da es bald zu klein wurde, fügte man 1751 ein etwa 19 × 17 Meter großes Gebäude nach Westen an. Später entstand ein weiterer Anbau nach Westen durch einen etwa 10 × 17 Meter großen Gebäudeteil. Das gesamte Bauwerk ist in einen Hang gebaut, sodass es über zwei Untergeschosse verfügt. Das unterste Geschoss im Keller weist einen ebenerdigen Torbogen zur Straße aus, dem sich im Inneren ein langer Gang mit Tonnengewölbe anschließt. Die daran liegenden Kellerräume weisen ebenfalls Tonnengewölbe auf. Darin befinden sich teilweise in die Wände integrierte, ofenähnliche Vorrichtungen. Auch gibt es an den Gebäudeseiten Rohröffnungen, die der Belüftung der Brennkammern oder als Rauchauslass gedient haben können.
Der älteste Teil des Brennhauses (von 1749) wurde 1889 aufgegeben und zum Teil abgerissen. Da er eingetieft in den Hang gebaut war, wurde 1889 nur das Dach entfernt und der Hohlraum verfüllt. Dadurch blieben der Brennraum mit einer Raumhöhe von 3,6 Meter und die darin befindlichen Brennöfen erhalten.
Im Laufe der Zeit ging das Brennen von Porzellan in den Manufakturbetrieb im Schloss Fürstenberg über. Nach Umbauten durch eine Aufstockung und das Einbringen von Fensteröffnungen in die massiven Steinwände war das Alte Brennhaus ab einem unbestimmten Zeitpunkt Werkwohnung für die Beschäftigten
der Porzellanmanufaktur.

### Brennöfen
Durch Baggerarbeiten beim Abriss eines Stallgebäudes hinter dem Alten Brennhaus im Jahr 2006 traten die Überreste eines Brennhauses zutage, dessen Existenz bis dahin nur archivalisch bekannt war. Da der Kreisarchäologe Christian Leiber die Fundstelle als archäologisch bedeutsames Bodendenkmal bewertete, wurde von den Plänen zur Errichtung eines Dorfladens an dieser Stelle Abstand genommen. Ab 2009 wurde die Fundstelle von Sonja König (Ostfriesische Landschaft) und Stefan Krabath als Archäologen, Angehörige des Heimat- und Geschichtsvereins Holzminden sowie Kennern frühneuzeitlicher Keramik- bzw. Porzellantechnologie untersucht. Die dabei vorgenommenen Ausgrabungen standen unter der Fachaufsicht der Unteren Denkmalschutzbehörde des Landkreises Holzminden. Zum Schutz der Fundstelle gegen Witterungseinflüsse ließ die Gemeinde Fürstenberg ein Dach errichten.

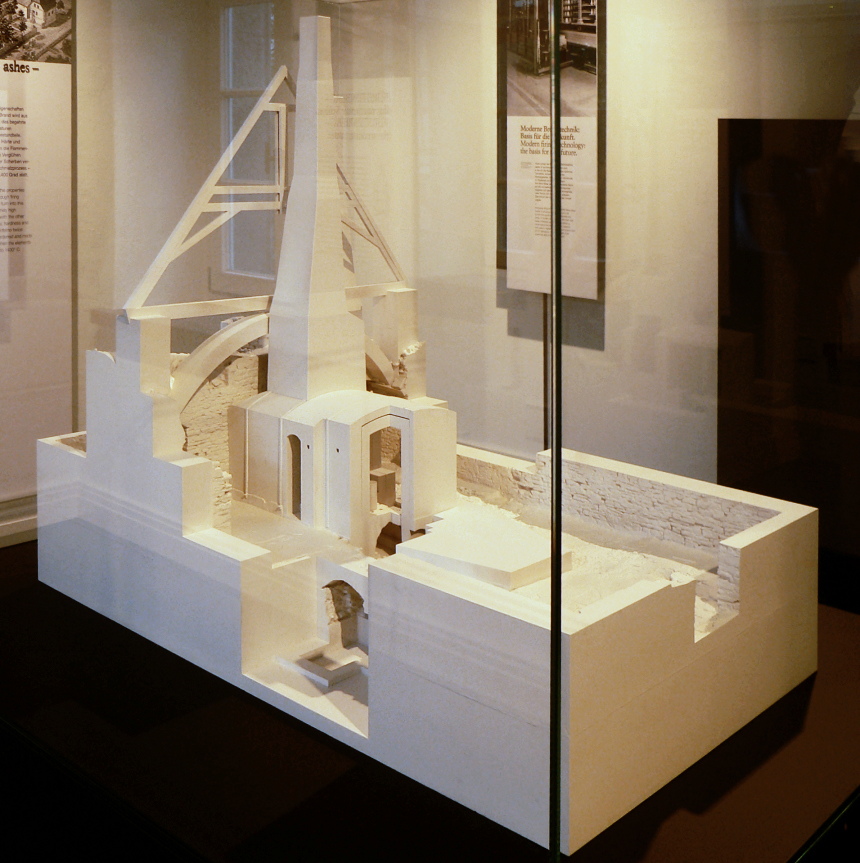
Modell des Brennhauses mit den Brennöfen im Museum Schloss Fürstenberg

Während der vier Jahre andauernden Grabungen zwischen 2009 und 2012 wurden in den zwei Räumen des Brennhauses drei Brennöfen freigelegt. An ihnen ließen sich die einzelnen Schritte der Porzellanherstellung, wie Verglühbrand, Glattbrand und höchstwahrscheinlich auch Dekorbrand nachvollziehen. Der freigelegte Hauptofen mit den Maßen 3,3 × 8,6 Meter ist ein „liegender Wiener“ als deutscher Ofentyp, wie er bis zum Ende des 18. Jahrhunderts für den Porzellanbrand gebaut wurde. Die Untersuchungen ergaben, dass die freigelegten Öfen die ersten Brennöfen der Porzellanmanufaktur Fürstenberg (aus der Zeit um 1750) waren. Die Öfen waren bis in eine Höhe von 1,4 Meter fast unberührt erhalten geblieben. Dies ist darauf zurückzuführen, dass die Porzellanmanufaktur aus Platzgründen ab 1755 nach und nach in das Schloss von Fürstenberg umgezogen war und die Öfen nicht mehr benötigt wurden.
Nach Abschluss der Ausgrabungen wurde die Grabungsstelle mit Sand verfüllt, sodass sie später museal und touristisch erschlossen werden kann. Zuvor erfolgte zur wissenschaftlichen Dokumentation eine 3D-Vermessung mit einem Laserscanner, die eine spätere virtuelle Rekonstruktion erlaubt. Auf Grundlage der Messdaten entstand zur musealen Präsentation ein dreidimensionales Modell des Brennhauses mit den Brennöfen im 3D-Druck.

## Verfall

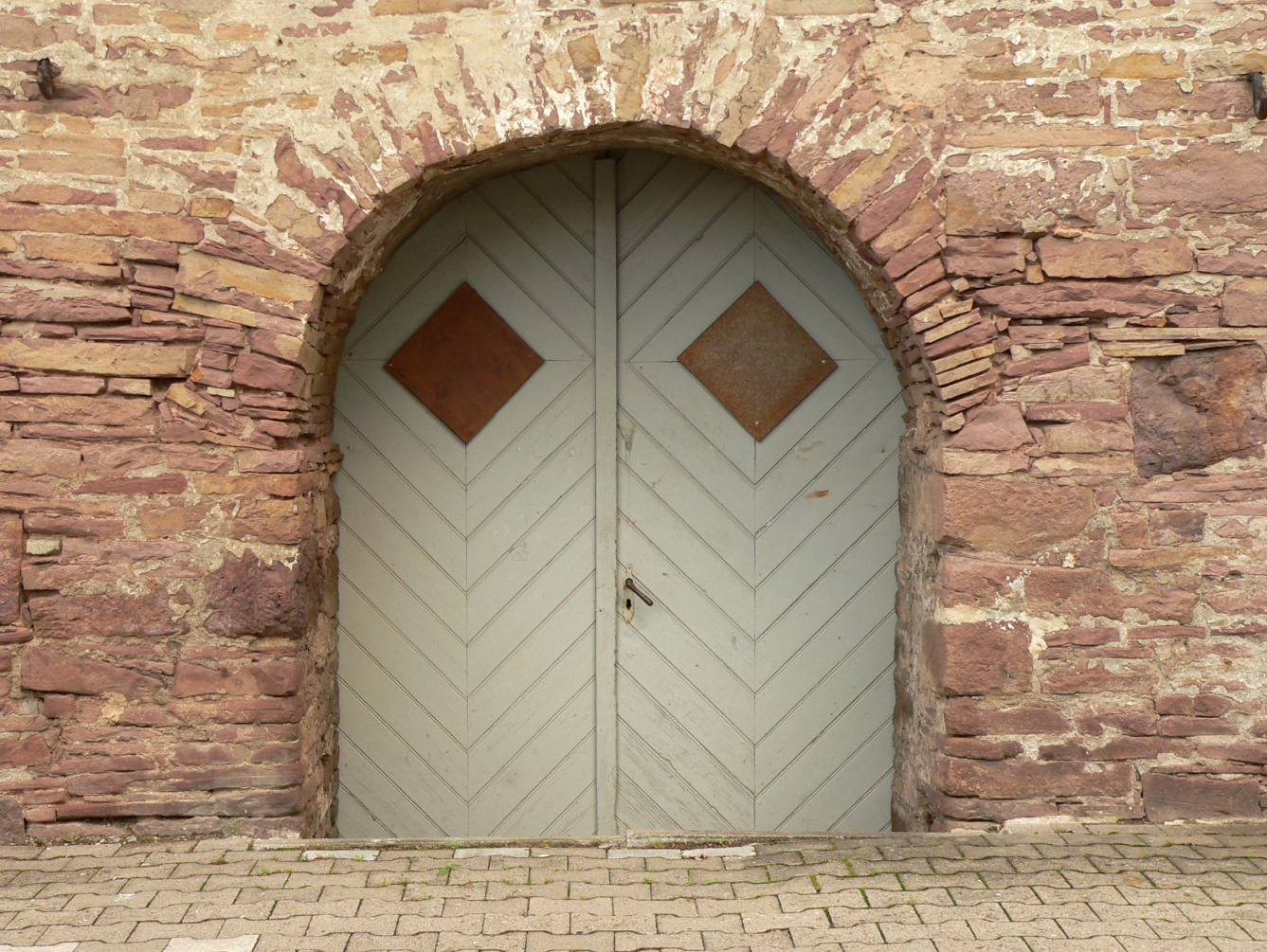
Torbogen im Untergeschoss als Zugang zum Keller

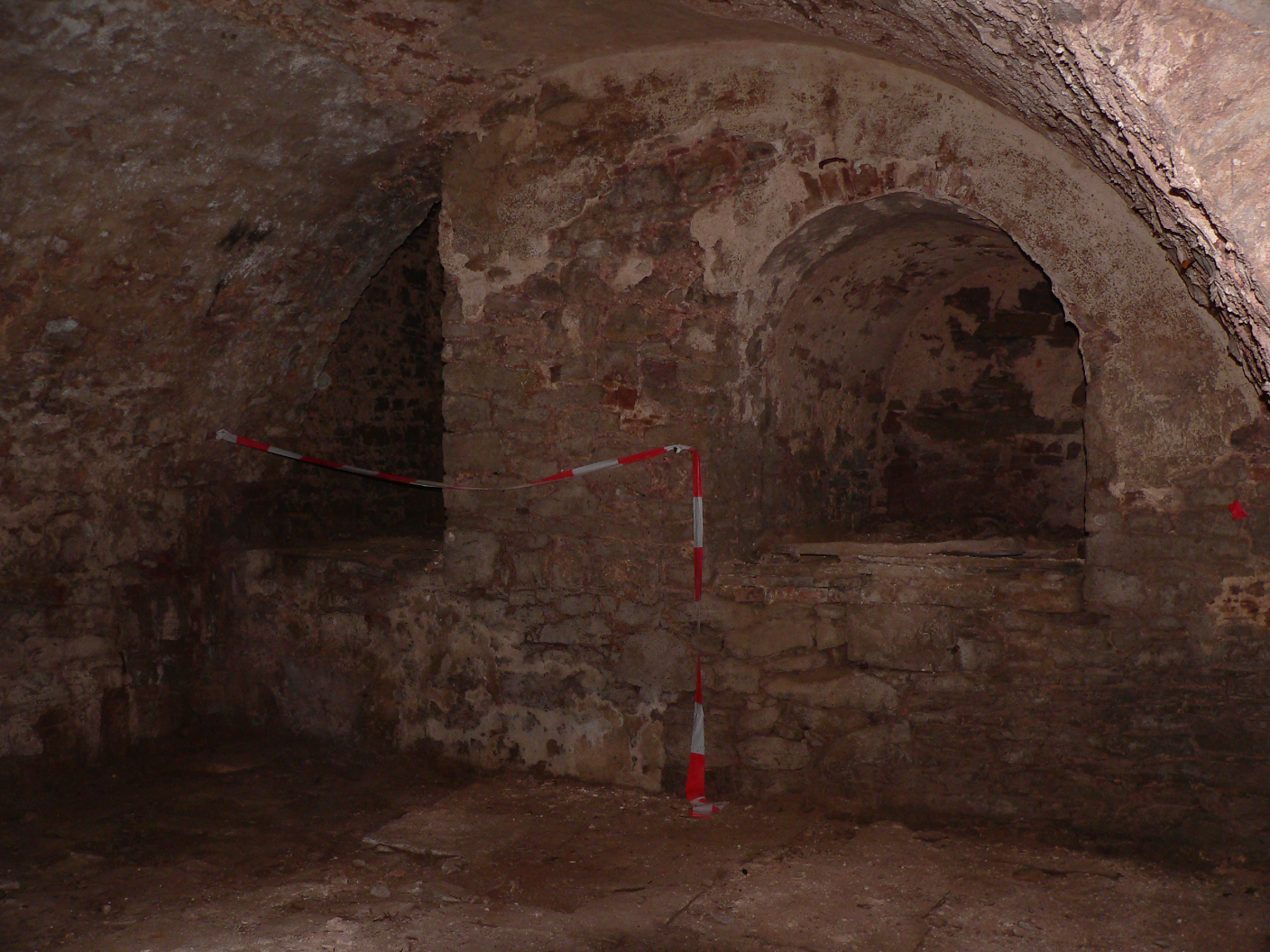
Kellergewölbe mit ofenähnlichen Wandeinbauten

Im Jahr 2006 erwarb die Gemeinde Fürstenberg das Alte Brennhaus, das auf einem Erbpachtgrundstück der Stiftung Braunschweigischer Kulturbesitz steht, und plante eine touristische Erschließung. 2014 wurde bekannt, dass die Gemeinde einen Käufer für das Gebäude suche. Durch einen Leitungswasserschaden ist die historische Gebäudesubstanz bedroht. Das Niedersächsische Landesamt für Denkmalpflege ist planungs- und baubegleitend mit Fachleuten aus der Industriedenkmalpflege und der Archäologie für das Objekt tätig.
2014 stufte der Niedersächsische Heimatbund in seiner Roten Mappe das Alte Brennhaus als gefährdet ein und fragte die Niedersächsische Landesregierung, wie das Bauwerk als wichtiges Technikdenkmal erhalten werden könne. Die Landesregierung antwortete in der Weissen Mappe, dass der schlechte Zustand des Gebäudes mit erheblichem Instandsetzungsstau bekannt sei. Die landesgeschichtliche Bedeutung als Ursprung der Porzellanmanufaktur Fürstenberg könne deswegen nicht vermittelt werden. Es dränge sich aber eine denkmalgerechte Sanierung geradezu auf, um das Alte Brennhaus für Besucher zu erschließen. Eine finanzielle Förderung könne erst erfolgen, wenn ein Konzept für eine langfristige Nutzung vorliege.
In seiner Roten Mappe von 2021 sah der Niedersächsische Heimatbund das Gebäude weiterhin als gefährdet an und forderte von der Landesregierung eine wissenschaftliche Bauforschung zu initiieren und ein tragfähiges Entwicklungs- und  Nutzungskonzept zu entwickeln.

## Bedeutung
Aus denkmalpflegerischer Sicht stellt das Alte Brennhaus ein technikgeschichtliches Kulturdenkmal von überregionaler Bedeutung dar. Mit den weitgehend erhaltenen Brennöfen, insbesondere dem Wiener Ofen, finden sich hier die frühesten erhaltenen Anlagen der Porzellanherstellung in Mitteleuropa. In anderen Porzellanmanufakturen wurden die ersten Öfen durch ständige Umbauten und Erweiterungen zerstört. Das Alte Brennhaus bildet mit der benachbarten Alten Mühle ein Denkmalensemble, dessen Elemente im engen Zusammenhang stehen. Zudem handelt es sich gemeinsam mit den Werkwohnungen in der Von Langen-Reihe um die ersten Betriebsanlagen der Porzellanmanufaktur Fürstenberg. Der Niedersächsische Heimatbund hält diese ersten Betriebsanlagen für Denkmale von internationalem Rang, da sie die ältesten erhaltenen Betriebsanlagen einer Porzellanmanufaktur in Europa sind. 
Die reichliche archivalische Überlieferung durch Aktenbestand zu den frühen Anlagen der Porzellanproduktion in Fürstenberg bietet günstige Bedingungen zur weiteren Erforschung des Alten Brennhauses.

## Video
- Ein Pompeji der Porzellangeschichte - Die älteste erhaltene Brennofenanlage Europas., 4,13 Minuten